# Emanuele Pirro
Emanuele Pirro (Rome, 12 januari 1962) is een Italiaans autocoureur. die vooral actief was in de Formule 1, sportwagens en toerismewagens.

## Formule 1
Tussen 1989 en 1991 schreef hij zich in voor 40 Grote Prijzen waarbij hij 36 keer ook effectief van start ging (drie keer kon hij zich niet pre-kwalificeren en in 1990 ging in Monaco zijn motor stuk tijdens de opwarmronde zodat hij niet op de startgrid stond). Hij debuteerde in de Grote Prijs van Frankrijk voor het Benetton-team ter vervanging van Johnny Herbert, die nog steeds niet helemaal hersteld was van verwondingen opgelopen bij een F3000-ongeluk een jaar eerder. Zijn beste resultaat was een 5e plaats in Australië. In 1990 en 1991 reed hij nog twee seizoenen in een weinig competitieve Dallara van Scuderia Italia. Hierin kwam hij niet verder dan een 6e plaats in Monaco.

## Toerismewagens
Na zijn Formule 1-carrière won Pirro tweemaal, in 1991 en 1992, de toerwagenrace op het legendarische stratencircuit van Macau. 
Daarop nam hij deel aan het Italiaans Toerwagen kampioenschap en behaalde tweemaal de titel, in 1994 en 1995. In 1996 werd hij kampioen in de Duitse Super Tourenwagen Cup.
Eerder was hij in 1986 al samen met zijn landgenoot Roberto Ravaglia en de Oostenrijker Gerhard Berger in een BMW derde geworden in de 24 uur van Spa-Francorchamps en won hij in 1989 de 24 uur van de Nürburgring met Ravaglia en de Fransman Fabien Giroix.

## 24 uren van Le Mans
Vanaf 1999 gooide Pirro zich in het sportwagen gebeuren. In 1981 en 1998 had hij al zonder veel resultaat deelgenomen aan de 24 uur van Le Mans, maar vanaf 1999 nam hij voor Joest Racing deel aan deze Franse uithoudingsrace.

Samen met de Duitser Frank Biela en de Belg Didier Theys werd hij derde in 1999. Daarna won hij samen met de Deen Tom Kristensen en opnieuw Biela deze legendarische wedstrijd in een Audi R8 drie maal op rij: 2000, 2001 en 2002. 
In 2003, 2004 en 2005 nam hij deel met het Amerikaanse team Champion Racing en eindigde driemaal op rij als derde.
In 2006 en 2007 was hij terug lid van Joest Racing en won samen met Biela en diens landgenoot Marco Werner in een Audi R10 TDI de wedstrijd opnieuw twee keer op rij.
Hun overwinningen in 2006 en 2007 waren historisch omdat hun winnende Audi werd aangedreven door een dieselmotor.

Met deze erelijst staat hij samen met Derek Bell en Biela op de derde plaats van aantal overwinningen in deze Franse uithoudingsrace (na Tom Kristensen en Jacky Ickx). Van 1999 tot 2007 stond hij er zelfs negen maal na elkaar op het podium wat tot op heden nog altijd een record is.	

In totaal nam hij 13 keer deel aan de 24 uren van Le Mans.

## Sportwagens
Pirro won ook tweemaal de 12 uren van Sebring, in 2000 met Biela en Kristensen en in 2007 met Werner en Biela.
In 2001 en 2005 won hij met Biela de Petit Le Mans, een race over 1000 mijlen op het Amerikaanse circuit van Road Atlanta. Hij herhaalde die zeges in 2008 met zijn landgenoot Rinaldo Capello en de Schot Allan McNish.

Tussen 2000 en 2008 behaalde hij ook verschillende overwinningen in de American Le Mans Series. 

Na een carrière van 35 jaar nam hij daarop op 46-jarige leeftijd afscheid van de autosport.